# الفستق في إيران
الفستق في إيران: أو كما يُطلَق عليه بالذهب الأخضر هو من المكسرات. وتحتل جمهورية إيران المرتبة الثانية عالمياً في زراعة الفستق الحلبي ويصل إنتاجها السنوي من الفستق في بعض المواسم نحو 248,000 طن على مساحة 398,000 هكتار. ويُصدر إلى أكثر من 170 دولة حول العالم. وتعود صناعة الفستق في إيران إلى آلاف السنين. ويُعتبَر الفستق سادس منتج إيراني مُصدّر بعد المنتجات نفطية وبتروكيماوية حيث تفوق قيمة الفستق الإيراني المصدر قيمة الإسمنت والمعادن الثمينة المصدرة. ويُعَد ثاني أهم مصدر للعملة الصعبة في إيران بعد البترول من خلال تصدير 80 بالمئة من إنتاجه بقيمة تتجاوز المليار دولار في السنة.

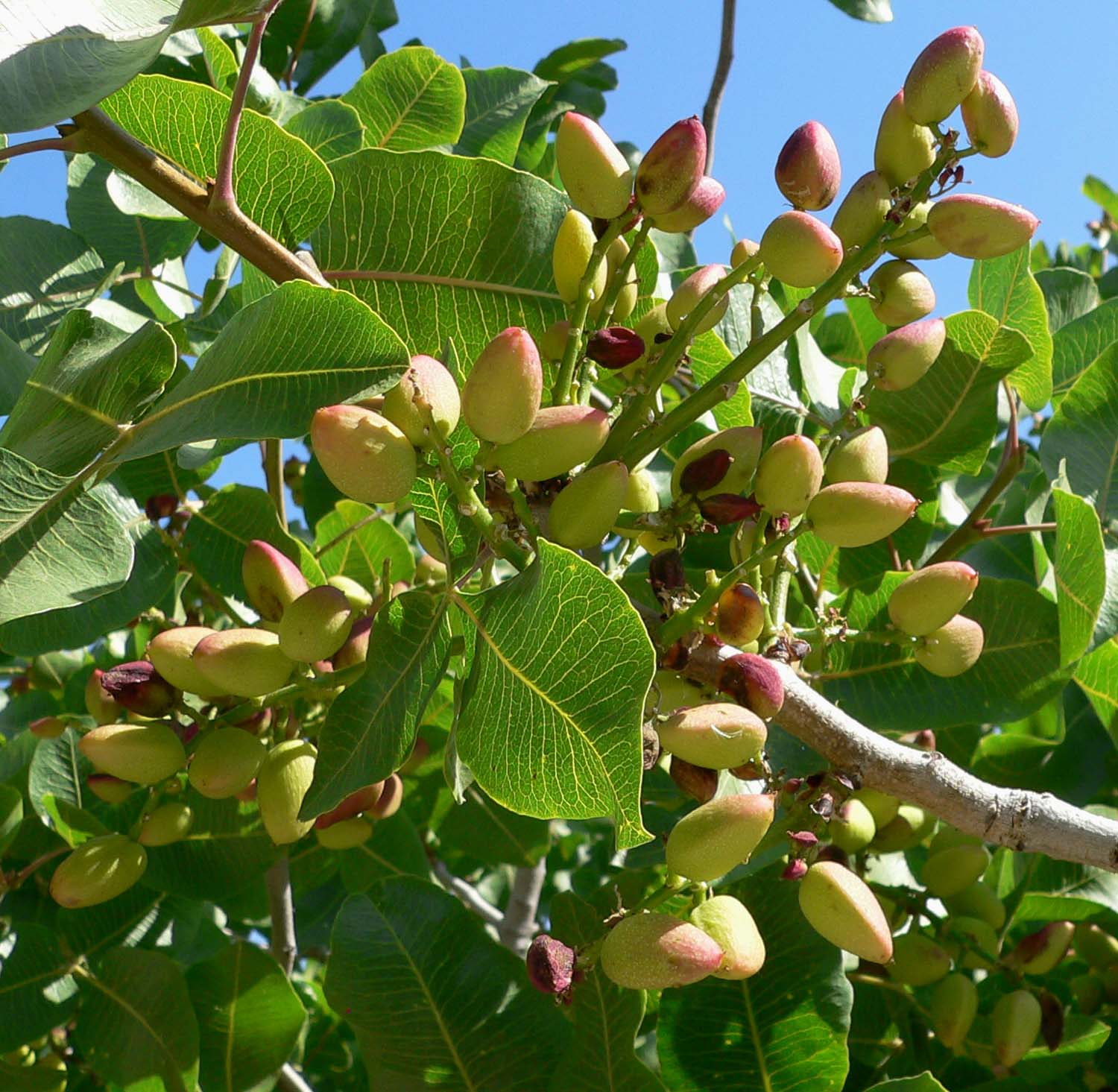
ثمرة الفستق في مزارع الفستق في محافظة كرمان

## نظرة عامة
تشكل تجارة هذا المنتج الزراعي نسبة كبيرة من حجم التجارة والدخل القومي الإيراني إذ يدر على إيران أكثر من مليار دولار سنوياً. ويتعدد الفستق الإيراني بتعدد مناطق زراعته المنتشرة في مختلف أنحاء إيران إذ تُعَد محافظة كرمان ومدنها الرئيسية مثل رفسنجان وأنار الأكثر إنتاجاً للفستق في إيران إلى جانب مدن دامغان وخراسان ويزد وقم وتتفاوت قيمته المادية نظراً لجودته وحجم لباب ثمره الداخلي. وقال الخبير بزراعة وإنتاج الفستق الإيراني محمود ابطحي في تصريح لوكالة الأنباء الكويتية (كونا) ان «إيران تنتج العشرات من أصناف الفستق لكن الأشهر والأكثر مبيعاً هو (فندقي واكبري)».

## الانتشار
تنتشر غابات الفستق والتي تُعَد من الأنواع الرئيسية للغابات الموجودة في إيران، في المناطق الشرقية والجنوبية والجنوبية الشرقية من دولة إيران وتبلغ مساحتها (26,000 كم 2) وذلك وفقاً لتقارير منظمة الأغذية والزراعة. وتشكل تجارة هذا المنتج الزراعي الاستراتيجي نسبة كبيرة من حجم التجارة والدخل القومي الإيراني. ويُصّنَف الفستق الإيراني كأجود الأنواع في العالم  من حيث الجودة والكمية، حيث يُصّدَر إلى 170 بلداً في العالم.

### أهم المناطق الإيرانية في زراعة محصول الفستق
من أشهر مناطق إيران في زراعة هذا النوع من الفستق منطقة (رفسنجان) فقد اشتُهِرَت بزراعته إلى درجة أن البعض أطلق عليها اسم إمبراطورية الفستق، وتقع رفسنجان إلى الجنوب من العاصمة الإيرانية طهران. 

## تحضير حبات الفستق من الشجرة الأم حتى التعبئة والشحن
شجرة الفستق لا يتجاوز ارتفاعها مترين في النموذج المحسن لها، لا يمكن أن تكون جاهزة لحمل الثمر قبل مرور اثني عشر عاماً من الرعاية المتواصلة، عامان وهي نبتة صغيرة، وعشرة أعوام أخرى حتى تكبر وتثمر أغصانها لتحمل عناقيد حبات الفستق المكسوة بهذه القشرة الأرجوانية. وبعد القطاف تبدأ عملية البيع، إذ يُحول الفستق إلى الأسواق مباشرةً ليصل طازجاً إلى الراغبين من الزبائن أو إلى تجار الفستق ليأخذ طريقه نحو عشرات المعامل الأهلية الإيرانية وحتى تصبح حبة الفستق جاهزة للتعبئة والتسويق لابد أن تمر في هذه الورشة بعشر مراحل متتالية، ثلاثة منها أساسية هي مرحلة الغسل والتعقيم بمحلول (الكلور) ثم مرحلة نزع القشرة الخارجية للحبة عن قشرتها الداخلية الصلبة، وأخيراً تأتي مرحلة فصل حبات الفستق التالفة، أو غير المرغوب فيها عن السالمة.

## صادرات الفستق الإيراني
يُعد ثالث مدخول للعملة الصعبة بعد البترول والسجاد، وتصدر إيران 70% من إنتاجها مما يسمح لها بجنى أكثر من 1.5 مليار دولار سنوياً. وأن طهران تحتفظ بقدرة أكبر في المنافسة على الصعيد العالمي في سوق المكسرات.
▪ 2009: بلغت حجم صادرات إيران من الفستق خلال عام واحد 171 ألف طن بقيمة مليار و63 مليون دولار. وأوضح مدير مكتب التصدير في وزارة الزراعة علي أكبر ياسمي في تصريح أوردته وكالة الأنباء الإيرانية ان صادرات الفستق في عام 2009 (إنتهى في 20 مارس) سجلت نسبة قدرها 22 بالمائة من حيث الوزن و29 بالمائة من حيث القيمة مقارنةً بالعام الذي سبقه. وأشار ياسمي إلى ان الفستق الإيراني يصدر إلى أكثر من 70 بالمائة من دول العالم وان سعره بلغ في الأسواق العالمية 2ر6 دولار للكيلوغرام الواحد. وأضاف ان الفستق يشكل أكثر من نصف صادرات المحاصيل الزراعية الإيرانية من حيث القيمة.
▪ 2012: شهد قطاع تصدير الفستق الإيراني نمواً ملحوظاً بنسبة 36.2% خلال عام 2012 مقارنةً مع عام 2011. وتبلغ قيمة صادرات الفستق الإيراني نحو 799 مليون دولار بوزن يصل إلى 108 آلاف طن حيث تحتل صادرات الفستق المركز السابع بين السلع المصدرة عام 2012.
▪ 2015 و2016: ان قيمة صادرات الفستق الإيراني إلى آسيا وأوروبا بلغت ملياراً و240 مليون دولار خلال العام الماضي 2016، لتسجل نمواً بأكثر من 3 بالمئة مقارنةً لعام 2015، وفقاً لأرقام أداء العام الماضي. وقامت مؤسسة تطوير التجارة الإيرانية بمقارنة بين أرقام صادرات الفستق للعامين 2015 و2016 وأعلنت عن نمو الصادرات بنسبة 3 بالمائة مقارنةً للسنوات السابقة وان هذا النمو استمر خلال الحكومة الحالية. واستناداً لأرقام الجمارك الإيرانية، فإن حجم صادرات الفستق، سجل ملياراً و202 مليون دولار في عام 2015. الدول التي إستوردت الفستق الإيراني خلال العام الماضي هي هونغ كونغ وفيتنام والإمارات العربية المتحدة وألمانيا والهند وغيرها. وأعلن المدير العام لمؤسسة الجهاد الزراعي في رفسنجان عن إنتاج 170 ألف طن من الفستق خلال العام الماضي، وقال: ان 20 بالمائة من الإنتاج أُستُهلِكَ في الداخل والباقي تم تصديره إلى خارج البلاد. وأضاف حسين رضائي: ان أكثر من 100 ألف طن من الفستق تم تصديره إلى خارج البلاد خلال العام الماضي.
▪ 2017: بلغت قيمة صادرات الفستق إلى آسيا وأوروبا، 1.24 مليار دولار خلال العام الإيراني المنتهي 20 مارس/آذار 2017، مسجلة نمواً فاق 3 بالمئة مقارنةً مع العام الذي سبقه. بحسب أرقام مصلحة الجمارك الإيرانية فإن حجم صادرات الفستق، سجل 1.202 مليار دولار في العام السابق. واستوردت الفستق الإيراني في العام المنتهي 20 مارس/آذار 2017 كل من هونغ كونغ وفيتنام والإمارات العربية المتحدة وألمانيا والهند وغيرها من الدول الأخرى.

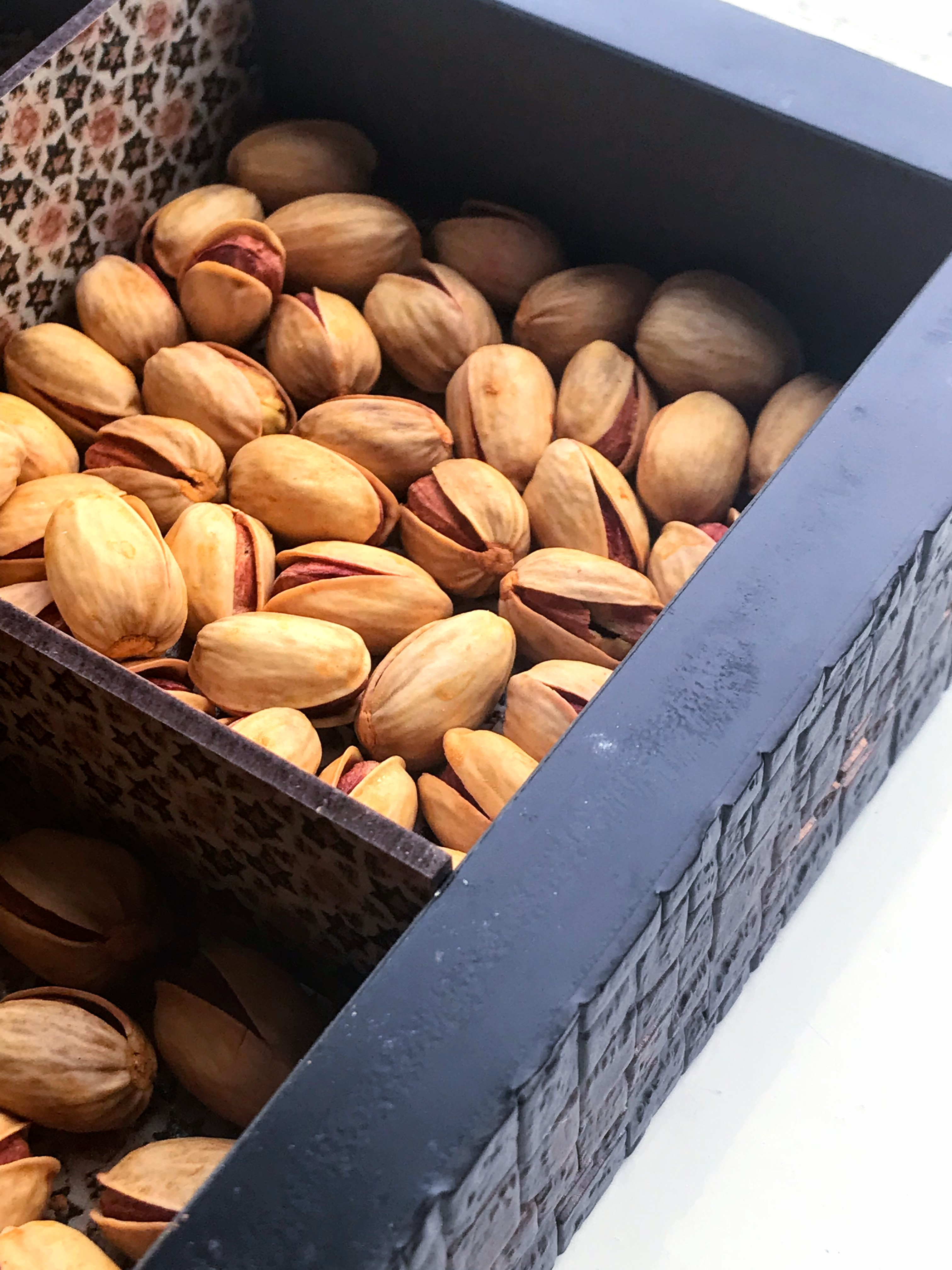
فستق إيراني
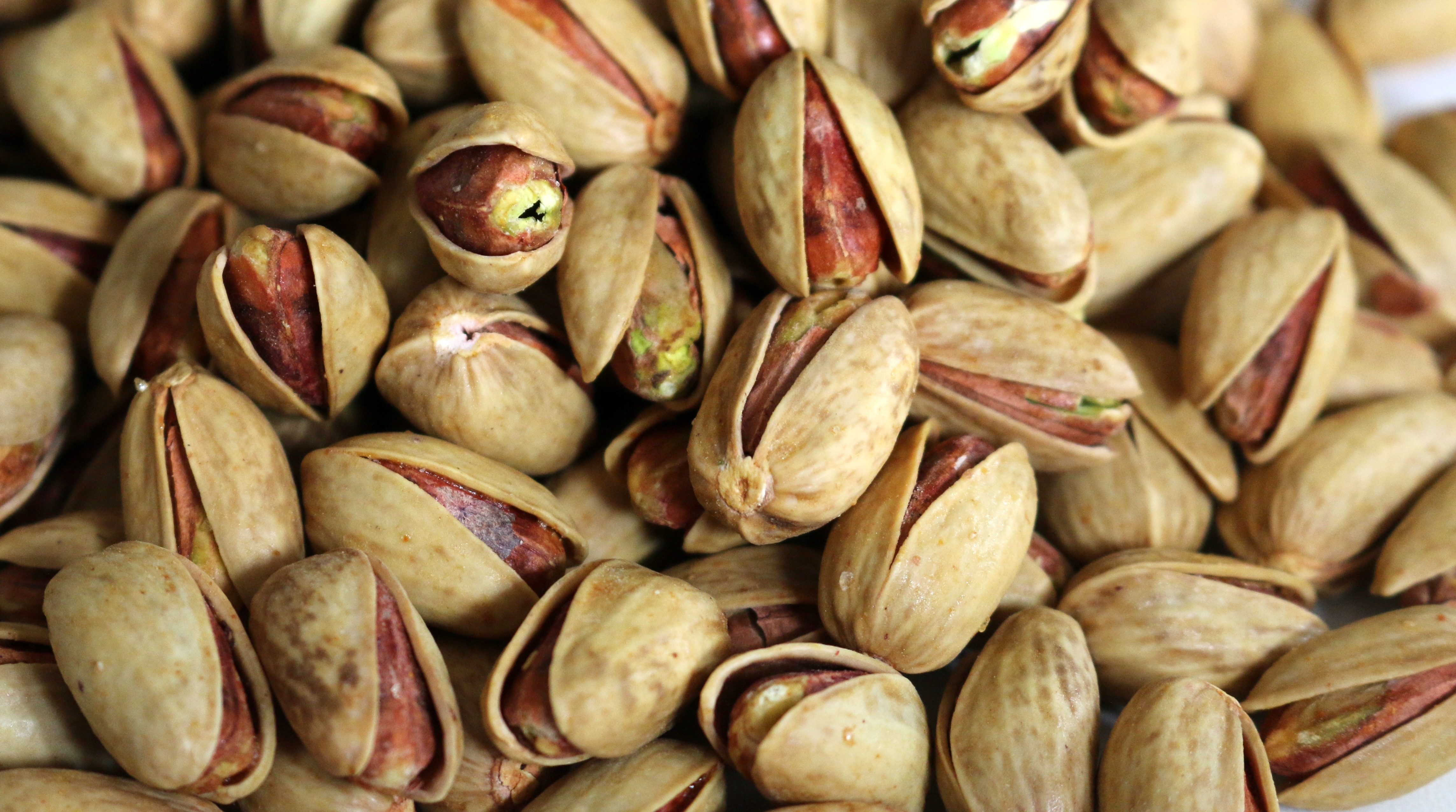
فستق إيراني جاهز للبيع في مدينة دامغان، كرمان
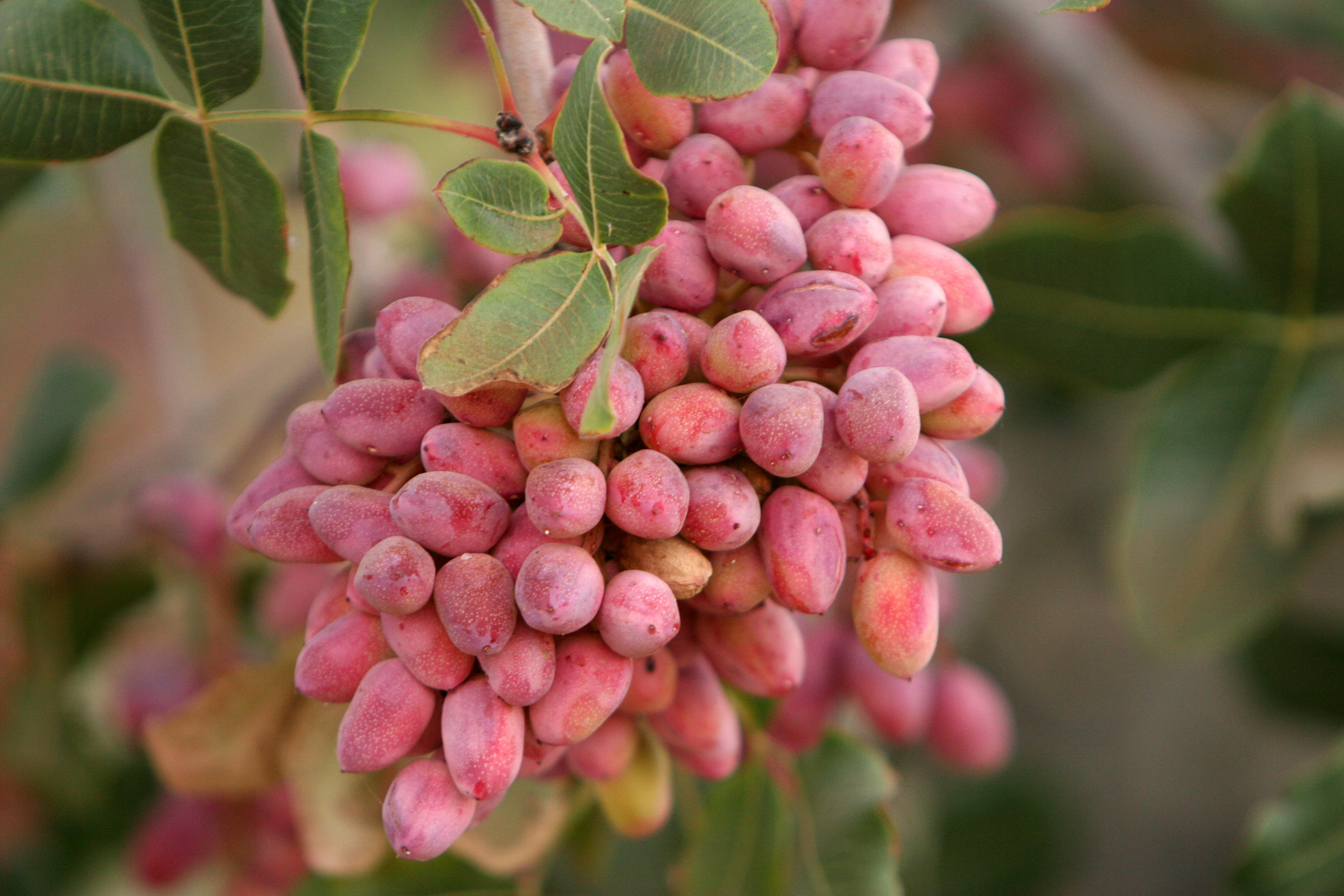
مزارع الفستق في منطقة تربت حيدريه
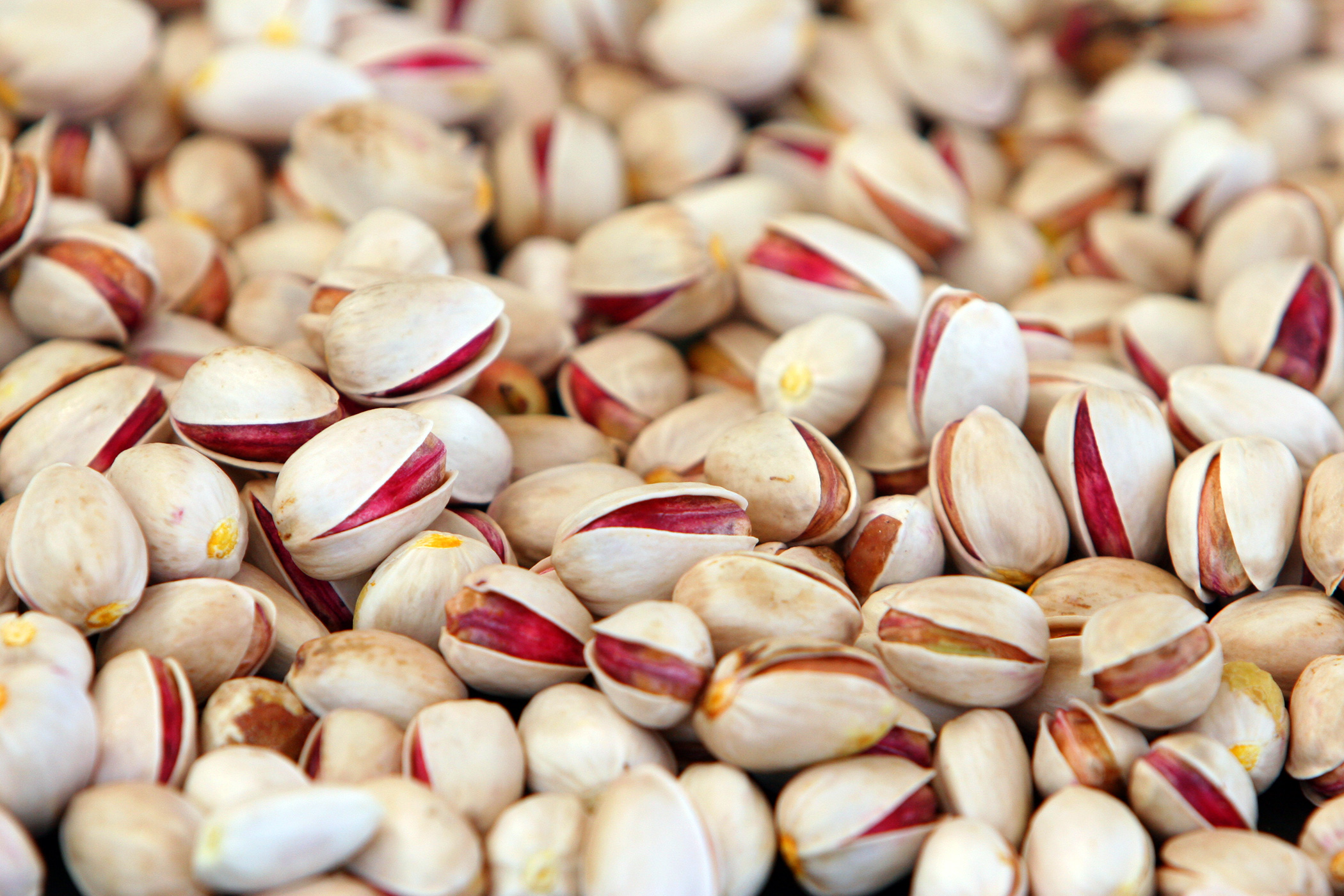
فستق إيراني جاهز للبيع في منطقة تربت حيدريه بمحافظة خراسان رضوي

- الحياة البرية في إيران
- فستق
- صناعة الجرارات الزراعية في إيران

1. ↑  صراع أمريكي إيراني على "الذهب الأخضر" - المركز الفلسطيني للإعلام نسخة محفوظة 9 يناير 2020 على موقع واي باك مشين.
2. ↑  تجارة الفستق: وجه آخر للمواجهة بين أميركا وإيران | مجلة عرب 48 | عرب 48 نسخة محفوظة 9 يناير 2020 على موقع واي باك مشين.
3. 1 2  الفستق الايراني .. من اكثر المكسرات شعبية في العالم نسخة محفوظة 07 أبريل 2018 على موقع واي باك مشين.
4. ↑  فستق - شجرة نسخة محفوظة 08 أغسطس 2017 على موقع واي باك مشين.
5. ↑  كونا : الفستق الايراني يتصدر قائمة المحاصيل الزراعية الاكثر دخلا لايران - عام - 30/11/2016 نسخة محفوظة 01 ديسمبر 2016 على موقع واي باك مشين.
6. ↑  كونا :: الفستق الايراني يتصدر قائمة المحاصيل الزراعية الاكثر دخلا لايران 30/11/2016 نسخة محفوظة 12 مارس 2018 على موقع واي باك مشين.
7. ↑  الهجرة إلى بريطانيا، الجبل الأخضر، الفستق الإيراني نسخة محفوظة 22 أبريل 2017 على موقع واي باك مشين.
8. ↑  منتجات طهران تغزو أسواق العالم بعد رفع العقوبات.. الفستق الإيرانى ينافس الأمريكى ويخفض أسعاره السنوات المقبلة.. والسجاد والكافيار والزعفران أبرز المنتجات الإيرانية - اليوم الس... نسخة محفوظة 07 أبريل 2018 على موقع واي باك مشين.
9. ↑  اقتصادي / ايران / صادرات الفستق وكالة الأنباء السعودية نسخة محفوظة 07 أبريل 2018 على موقع واي باك مشين.
10. ↑  موقع العهد الاخباري: صادرات ’’الفستق الإيراني’’ تسجل نمواً بنسبة 36 بالمئة نسخة محفوظة 07 أبريل 2018 على موقع واي باك مشين.
11. ↑  قيمة صادرات الفستق الإيراني ترتفع إلى 2ر1 مليار دولار نسخة محفوظة 08 أكتوبر 2017 على موقع واي باك مشين.
12. ↑  ارتفاع صادرات الفستق الايراني الي 1.2 مليار دولار في العام الماضي نسخة محفوظة 21 يونيو 2017 على موقع واي باك مشين.
13. ↑  تصدير 1.24 مليار دولار من الفستق الايراني خلال سنة واحدة نسخة محفوظة 07 أبريل 2018 على موقع واي باك مشين.

 ولمعلومات أكثر حول الفستق الحلبي انظر الرابط التالي:
- موقع الفستق الحلبي